# Marion Desjardins
Pour les articles homonymes, voir Desjardins.
Marion Desjardins est une écrivaine française. Elle est née à Boulogne-Billancourt (Seine aujourd'hui Hauts-de-Seine). Après une période de vie de dix ans au Québec, elle acquiert la nationalité canadienne.

## Biographie
Marion Desjardins, passe son enfance à Paris et au Perreux-sur-Marne (Val-de-Marne). À 21 ans, elle commence une carrière de journaliste dans la presse quotidienne et régionale, à La Nouvelle République du Centre-Ouest, à Tours.
Elle la poursuit au Québec où elle vit pendant une dizaine d’années. À Montréal, elle travaille au quotidien La Presse, au Petit Journal, au Journal de Montréal, à  l’Agence France-Presse.
De retour en France, elle est journaliste au quotidien régional Le Bien public, à Dijon, à la revue Ça m’intéresse. Aux numéros spéciaux de L'Événement du jeudi. Puis elle occupe le poste de rédactrice en chef du Journal de Mickey. Elle travaille enfin en indépendant pour différents magazines et publications, ainsi que pour secrétariat d’État chargé de la politique de la ville.
Parallèlement à ces activités, elle écrit des romans. Trois sont publiés aux Éditions Gallimard. Un quatrième, Lettres à mon éditeur, est publié en « éditeur libre ». Elle anime également des ateliers d'écriture.
Passionnée par la Chine, Marion Desjardins y séjourne régulièrement et a entrepris d’en apprendre la langue.
Elle vit depuis plus de 15 ans en Normandie et plus précisément à Granville (Manche).

## Œuvres
- 1987 : Les Mouches noires, Éditions Gallimard[6],[7]
- 1989 : Surtout, ne me raconte rien…, Éditions Gallimard[8]
- 1994 : Portrait d’un absent, Éditions Gallimard[9]
- 2014 : Lettres à mon éditeur, ÉditionsMD[10],[11]
- 2019 : Courir après, Le Crapaud Pannard[11]
- 2019 : La Leçon de chinois, Le Crapaud Pannard[11]
- 2023 : Un accident, Le Crapaud Pannard
- 2024 : Les bancs voyageurs, Cité des livres